# Эрсте Банк-арена
«Эрсте Банк-арена» (нем. Erste Bank Arena) — ледовый дворец в Вене. Открыт в 1995 году. Назван в честь председателя Донауштадта (1981—1993), при котором шло строительство. Решение о строительстве было принято в 1989 году. Ледовый дворец стал главной ареной чемпионата мира по хоккею 1996. Первый матч был сыгран в январе 1995 года: «Винер ЕВ» принимал «Капфенберг». Сейчас это спортсооружение является домашней ареной клуба Бундеслиги Виенна Кэпиталз, клуба Национальной лиги «Винер Айслёвен» и двух женских клубов: Виенна Флайерс и Сэйбрс Вена.